# Saint-Santin-Cantalès

Vývoj populace

Saint-Santin-Cantalès je francouzská obec ležící v departmentu Cantal v regionu Auvergne.

## Poloha
Obec má rozlohu 34,28 km². Nejvyšší bod se nachází 707 m n.m. a nejnižší bod 428 m n. m.

## Obyvatelstvo
V obci žije 377 obyvatel (roku 2011).